# タマラ・ナイマン
タマラ・ナイマン（芬: Tamara Nyman(フィンランド語版), 1939年6月17日 - ）は、フィンランド出身のファッションモデル。妹のケシャ・ナイマンとともに、1960年代にニューヨークやパリのファッション界で国際的に活躍した。姓は英語読みで、母国での発音はニーマン。結婚に伴いリヒテンシュタイン家の一員となり、ランツクローン男爵夫人（Baronin von Landskron）の称号を得た。

## 生涯
冬戦争開始後まもなく、カレリア地方スオヤルヴィで8人兄弟の最年長の子として生まれる。母エルサ・バルテルはロシア人の血を引き、父ヴァルテル・ニーマンはポフヤンマー県ヤコブスタード出身であった。スオヤルヴィはソ連軍に占領された（現在もロシア領）ため、国内避難民となったニーマン一家はフィンランド西部マンッタに逃れた。1941年に継続戦争が始まるとフィンランド政府は幼児の国外避難を推進し、タマラも生まれたばかりの妹ケシャととともに中立国スウェーデンに送られ、ストックホルムの裕福な銀行経営者の家庭で養護された。
第二次大戦後の1946年に姉妹は迎えに来た母に伴われてフィンランドに帰国し、ニーマン一家はヤムサ近傍のクオレヴェシに住んだ。幼児期をスウェーデンで過ごしたタマラとケシャは、フィンランド語を新たに覚えねばならなかった。父はバルメットで電気設備工として働いて生計を立てており、一家の生活はつましいものだった。タマラもケシャも13歳に達すると、母の命令で毎年の夏休みにスウェーデンへ行き、交流を続けていた戦時中の養護家庭で家事手伝いとして働き、少額の給金を稼いだ。
その後、タマラはスウェーデンに住む親戚を頼ってストックホルムに移り、上級の学校に通った。同市で彼女はフランス人写真家ジルベール・ロワ（Gilbert Roy）に見いだされ、1958年よりニューヨークでモデルとして働くようになった。同年、両親と弟妹もカナダのヴァンクーヴァー郊外に移住してきた。1961年には妹ケシャもニューヨークでモデルを始めた。タマラはモデルとして成功し、何度も『ヴォーグ』や『ハーパーズ バザー』の表紙を飾った。
1960年半ば、彼女はニューヨークでリヒテンシュタイン侯子アルブレヒト（1940年 - 2017年）と知り合い、交際を始めた。2人はパリで同棲するようになり、タマラはパリでシャネルの看板モデルの1人として働くことになった。2人は1966年から1971年までの6年間婚姻関係にあった。婚礼は1966年9月3日にファドゥーツの聖フローリン大聖堂で挙行されたが、平民出身のタマラはリヒテンシュタイン家家憲に基づき貴賤婚配偶者とされた。結婚に先立つ1966年8月8日、タマラはリヒテンシュタイン家のボヘミアの旧所領に由来するリヒテンシュタイン貴族の爵位ランツクローン男爵夫人（女男爵）の称号を得た。
2人は1971年に離婚するまでに1男1女をもうけ、子供たちは母と同じランツクローン男爵（女男爵）を称号（姓）とした。
- タティアナ・ヘレーネ・フォン・ランツクローン女男爵（1965年 - 2001年） - 2度の婚姻歴あり
- アルブレヒト・ヨハネス・クリストフ・フォン・ランツクローン男爵（1967年 - ）

タマラは婚姻中の1968年にもミラノのファッションショーなどに出演した。アルブレヒト侯子は離婚後すぐに再婚したが、従兄で家長のリヒテンシュタイン侯フランツ・ヨーゼフ2世は彼から侯子の身分を剥奪し、1971年1月28日付でアルブレヒトをランツクローン男爵に叙爵した。タマラは現在スイスのチューリヒ在住である。

## 引用・脚注
1. 1 2  Mirja Sassi (9 August 1968), “Kecia – Maailman tunnetuin suomalainen kansikuvatyttö nyt elokuvatähti Pariisissa”, Viikkosanomat (フィンランド語), vol. 32/1968, pp. 1, 43–48
2. 1 2 3 4 5 6 7 8  Katariina Lehtikanto (2 May 2020), Iltalehti (ed.), “Huippumallit – Kecia Nyman on esiintynyt Voguen kannessa varmaan useammin kuin kukaan suomalainen hänen jälkeensä”, iltalehti.fi (フィンランド語)
3. ↑  Keskipohjanmaa, ed. (20 January 2023), “Pietarsaarelaistaustaiset Nymanin sisarukset nousivat köyhistä oloista mallimaailman huipulle 1960-luvulla: Kecia deittasi maailmankuuluja tähtiä ja Tamara nai Lichtensteinin prinssin – Katso ihanat nostalgiset valokuvat suoraan 60-luvun muodin ytimestä”, keskipohjanmaa.fi (フィンランド語)
4. ↑  ヨハネス・フォン・リヒテンシュタイン侯子とその妻マリッツァ・アンドラーシの孫、ハンス・フォン・リヒテンシュタイン（ドイツ語版）侯子の次男で、妹バーバラ・フォン・リヒテンシュタイン侯女（1942年 - ）はユーゴスラヴィア王子アレクサンダル・パヴロヴの後妻となった。
5. 1 2 3  “Person Page – 8710 (Tamara Nyman)”. The Peerage – A genealogical survey of the peerage of Britain as well as the royal families of Europe (英語). Darryl Lundy. 2019. 2023年1月20日閲覧.
6. ↑  Genealogisches Handbuch des Adels, Band 141, 2007, S. 64.
7. ↑  Genealogisches Handbuch des Adels, Band 141, 2007, S. 63.